# 郭绍虞
郭绍虞（1893年12月21日—1984年6月23日），原名希汾，字绍虞，江苏苏州人，中国语言文学家。

## 生平
郭绍虞出生于清光绪十九年（1893年），其父郭鲁卿世居苏州。
早年師從陆尹甫、陆雨庵，1910年在苏州工业中学求学期间，創辦《嘤鸣》。1915年擔任上海进步书局编辑，五四运动中，成为新潮社社员。1919年12月1日在《晨报副镌》发表《马克思年表》。1921年与叶圣陶等共同发起成立文学研究会，“以研究介绍世界文学、整理中国旧文学、创造新文学为宗旨”。1921年在济南第一师范学校教書。1921年在福州协和大学国文系教授。1927年7月起，擔任燕京大学中文系教授，以照隅室作为斋名，娶张方行為妻。1934年出版《中国文学批评史》，朱自清誉为“开创之作”。1939年，刊行《宋诗话辑佚》。1941年，在上海商务印书馆子弟小学任教。1942年在开明书店任编辑。
1956年加入中国共产党。文化大革命期间，成为上海“罗思鼎”写作组成员。1984年6月23日，病逝上海。

## 著作
著有《中国文学批评史》、《沧浪诗话校释》、《宋诗话考》、《汉语语法修辞新探》等。